# Revólver IOF .32
El IOF .32 (también conocido como IOF 32) es un revólver de seis tiros diseñado y producido por la Ordnance Factories Organization de la India.

## Descripción

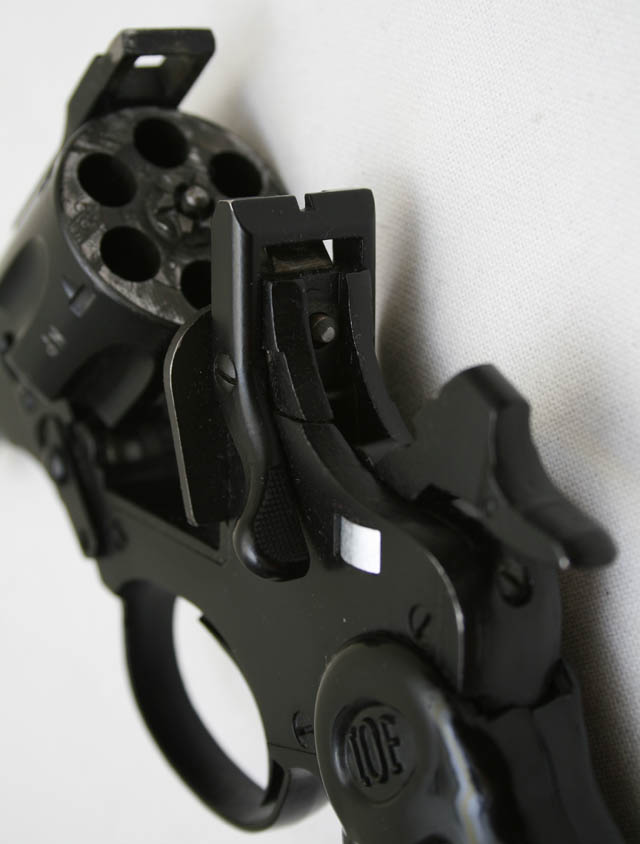
Acercamiento del tambor abierto de un IOF .32.

El IOF .32 es un revólver de corto alcance. Es de doble acción y con cañón basculante, disparando el cartucho .32 S&W Long. Está basado en la versión con seguro del Webley Mk IV de 9 mm, diseñado específicamente para la Policía de Singapur. Se eligió emplear un cartucho de pequeño calibre para que sea compatible con la ley india sobre tenencia de armas por parte de civiles.
Debido a la falta de competencia por parte de empresas armeras privadas, su precio es de 79.263 rupias.

## Variantes
La IOF también fabrica una versión ligera con armazón de titanio llamada Nirbheek, así como una versión con armazón de acero y cañón más largo llamada ANMOL.